# Алгебраическая поверхность
Алгебраическая поверхность — это алгебраическое многообразие размерности два. В случае геометрии над полем комплексных чисел алгебраическая поверхность имеет комплексную размерность два (как комплексное многообразие, если оно неособо), а потому имеет размерность четыре как гладкое многообразие.
Теория алгебраических поверхностей существенно более сложна, чем теория алгебраических кривых (включая компактные римановы поверхности, которые являются подлинными поверхностями (вещественной) размерности два). Однако много результатов было получено итальянской школой алгебраической геометрии уже почти сто лет назад.

## Классификация по размерности Кодайры
В случае размерности единица многообразия классифицируются только по топологическому роду, но в размерности два разница между арифметическим родом {\displaystyle p_{a}} и геометрическим родом {\displaystyle p_{g}} становится существенной, поскольку мы не можем различить бирационально лишь топологический род. Мы вводим понятие иррегулярности для классификации поверхностей.
Примеры алгебраических поверхностей (здесь κ — размерность Кодайры):
- κ=−∞: проективная плоскость, квадрики в P3, кубические поверхности, поверхность Веронезе, поверхности дель Пеццо[англ.], линейчатые поверхности
- κ=0 : поверхности K3[англ.], абелевы поверхности[англ.], поверхности Энриквеса[англ.], гиперэллиптические поверхности
- κ=1: эллиптические поверхности[англ.]
- κ=2: поверхности общего типа[англ.].

Другие примеры можно найти в статье ''Список алгебраических поверхностей''.
Первые пять примеров фактически бирационально эквивалентны. То есть, например, поле рациональных функций на кубической поверхности изоморфно полю рациональных функций на проективной плоскости, которое является полем рациональных функций от двух переменных. Декартово произведение двух кривых также является примером.

## Бирациональная геометрия поверхностей
Бирациональная геометрия алгебраических поверхностей богата ввиду преобразования «раздутие» (которое известно также под названием «моноидальное преобразование»), при котором точка заменяется кривой всех ограниченных касательных направлений в ней (проективной прямой). Некоторые кривые могут быть стянуты, но существует ограничение (индекс самопересечения должен быть равен −1).

## Свойства
Критерий Накаи гласит, что:
Дивизор D на поверхности S обилен тогда и только тогда, когда D2 > 0 и D•C > 0 для всех неприводимых кривых C на S .
Обильный дивизор имеет то полезное свойство, что он является прообразом дивизора гиперплоскости некоторого проективного пространства, свойства которого хорошо известны. Пусть {\displaystyle {\mathcal {D}}(S)} — абелева группа, состоящая из всех дивизоров на S. Тогда, по теореме о пересечениях,
{\displaystyle {\mathcal {D}}(S)\times {\mathcal {D}}(S)\rightarrow \mathbb {Z} :(X,Y)\mapsto X\cdot Y}
может рассматриваться как квадратичная форма. Пусть
{\displaystyle {\mathcal {D}}_{0}(S):=\{D\in {\mathcal {D}}(S)|D\cdot X=0} для всех {\displaystyle X\in {\mathcal {D}}(S)\}}
тогда {\displaystyle {\mathcal {D}}/{\mathcal {D}}_{0}(S):=Num(S)} становится численно эквивалентной группой классов поверхности S и
{\displaystyle Num(S)\times Num(S)\mapsto \mathbb {Z} =({\bar {D}},{\bar {E}})\mapsto D\cdot E}
также становится квадратичной формой на {\displaystyle Num(S)}, где {\displaystyle {\bar {D}}} является образом дивизора D на S. (Ниже для образа {\displaystyle {\bar {D}}} используется буква D.)
Для обильного пучка H на S определение
{\displaystyle \{H\}^{\perp }:=\{D\in Num(S)|D\cdot H=0\}.}
приводит к версии теоремы Ходжа об индексе на поверхности
для {\displaystyle D\in \{\{H\}^{\perp }|D\neq 0\},D\cdot D<0}, то есть {\displaystyle \{H\}^{\perp }} является отрицательно определённой квадратичной формой.
Эта теорема доказана при помощи критерия Накаи и теоремы Римана — Роха для поверхности. Для всех дивизоров из {\displaystyle \{H\}^{\perp }} эта теорема верна. Эта теорема не только является инструментом исследования поверхностей, но её использовал Делинь для доказательства гипотез Вейля, поскольку она верна во всех алгебраически замкнутых полях.
Базовыми результатами в теории алгебраических поверхностей являются теорема Ходжа об индексе и разбиение на пять групп классов рациональной эквивалентности, которое известно как классификация Энриквеса — Кодайры или классификация алгебраических поверхностей. Класс общего типа с размерностью Кодаиры 2 очень большой (например, в нём находятся неособые поверхности степени 5 и выше в P3).
Существует три основных числовых инварианта Ходжа для поверхности. Среди них h1,0, который называется иррегулярностью и обозначается как q, и h2,0, который называется геометрическим родом pg. Третий инвариант, h1,1, не является бирациональным инвариантом, поскольку раздутие может добавить полные кривые из класса H1,1. Известно, что циклы Ходжа являются алгебраическими и что алгебраическая эквивалентность совпадает с гомологической эквивалентностью, так что h1,1 является верхней границей для ρ, ранга группы Нерона — Севери. Арифметический род pa равен разности
геометрический род — иррегулярность.
Этот факт объясняет, почему иррегулярность так названа, так как является своего рода «остаточным членом».